# Fremont (Oregon)
Fremont az Amerikai Egyesült Államok északnyugati részén, Oregon állam Lake megyéjében elhelyezkedő kísértetváros.
Az 1908-tól gyorsan növekedő település a tartós szárazság miatt az 1920-as évekre elnéptelenedett.

## Története

### Megalapítása
Az első telepesek 1905-ben érkeztek; a John C. Frémont századosról elnevezett települést 1908-ban alapította I. R. Fox a Fort Rock-völgy északi részén; a posta ugyanezen évben nyílt meg. 1908 és 1915 között a Bend Bulletinben és más sajtótermékekben is a szárazgazdálkodást népszerűsítő cikkek jelentek meg.
1910 és 1915 között Fremont a térség kereskedelmi központja volt; iskola, szálloda, sajtgyár, tejüzem, kovácsműhely és táncterem is volt itt, valamint a településnek könyvklubja, együttese és baseballcsapata is volt. Postakocsik naponta háromszor álltak meg itt. Július negyedikén a lakosok a Derrick-barlang közelében találkozókat tartottak; máskor lóversenyeket és nyilvános felolvasásokat is tartottak.
Az 1909-es Homestead Acts révén a térségben százharminc hektárnyi állami földtulajdont értékesítettek. A hirdetések szerint az agyagos földnek köszönhetően öntözés nélkül is nevelhetők gyümölcsfák. Habár ez nem volt igaz, sokan vásároltak itt földet; érkezésükkor egyesek külön díjért segítettek nekik a sztyeppén megkeresni területüket.

### Infrastruktúra
A növekvő gazdaság kiszolgálásához az infrastruktúra fejlesztésére volt szükség. 1909-ben Fremont és a mai Oregon Route 31 között új közút épült, 1912-től pedig a bendi vasútállomástól napi rendszerességű postakocsijárat indult, de az újonnan érkezők ingóságainak szállítására további járművek is közlekedtek. Tervezték az Oregon Eastern Railroad fremonti szárnyvonalának megépítését, de ez soha nem épült meg.
Ugyan a távolsági közlekedési infrastruktúra fejlődött, a térség útjai továbbra is rossz állapotúak voltak, így a küldeményeket nem tudták határidőre leszállítani. 1914-ben a Burnsből érkező rozst postakocsival Prairie Citybe, onnan pedig vasúton Baker Citybe, onnan Portlandbe, majd gőzhajóval San Franciscóba szállították, ahonnan Nevadán keresztül érkezett vissza Oregonba; a szállítmány 190 helyett 2600 kilométert tett meg a címzettig.

### Elnéptelenedése
1908 és 1914 között a gyakori esőzéseknek köszönhetően a növénytermesztés és az állattartás virágzott, azonban az 1915-ben kezdődő szárazság miatt a gazdák a kutakból mindössze a családjaik számára elég vizet tudtak szerezni, így állataik egy részét eladták, míg más részük elpusztult.
A hosszú szárazság sokakat költözésre kényszerített, ezért 1920-ra a posta, a sajtgyár és a tejüzem is bezárt. 1921-re mindössze két bolt, egy kovácsműhely és a postakocsi-megálló maradt fenn; egy utazó feljegyzései szerint 1923-ra az utolsó lakó is távozott. 1930-ben mindössze a női utazók által a lovakra és kocsikra való felszállást megkönnyítő borókatönk létezett.

## Földrajz és éghajlat

### Földrajz
A település a megye északnyugati részén, az Oregon-felvidéki Fort Rock-völgyben fekszik. A Fort Rock Állami Parktól egy nyolc kilométer hosszú földúton közelíthető meg.
A 99 méter magas Fort Rock előtt a Reub-tanúhegy, annak lábánál pedig a Fort Rock-barlang található. Luther Cressman, az Oregoni Egyetem professzora a barlangban 1938-ban szandálokat, eszközöket és más, a szénizotópos kormeghatározás alapján kilencezer éves leleteket talált.
Fremont három kilométerre fekszik a vulkáni tevékenység által létrehozott Hole-in-the-Ground („Gödör a földben”) krátertől, amely észak–déli irányú kiterjedése 1700, kelet–nyugati kiterjedése pedig 1400 méter; peremének legmagasabb pontja 1420, a legalacsonyabb pedig 1320 méter tengerszint feletti magasságon található. A krátert egykor Közép-Oregon hét csodája egyikeként tartották számon.

### Éghajlat
A szövetségi kormány által 1906-ban közzétett jelentés szerint a völgyben évente 25–51 centiméter eső esik; ez téves becslés volt, mivel a száraz és meleg nyarak, valamint a szeles és hideg telek miatt az éves csapadékmennyiség mindössze 22 centiméter. A januári átlaghőmérséklet -4 °C, a hidegrekord pedig -37 °C. A nyári napokon a hőmérséklet gyakran eléri a 38 °C-ot (a melegrekord 43 °C). A gyakori fagyok miatt a termőidőszak hossza kiszámíthatatlan. Az időjárás miatt a gyér növényzet szárazságtűrő fű- és zsályafélékből áll.

## Fordítás
- Ez a szócikk részben vagy egészben  a   Fremont, Oregon című angol Wikipédia-szócikk ezen változatának fordításán alapul.  Az eredeti cikk szerkesztőit annak laptörténete sorolja fel. Ez a jelzés csupán a megfogalmazás eredetét és a szerzői jogokat jelzi, nem szolgál a cikkben szereplő információk forrásmegjelöléseként.